# 相馬郡 (下総国)
- 令制国一覧 > 東海道 > 下総国 > 相馬郡
- 日本 > 関東地方 > 千葉県・茨城県 > 相馬郡

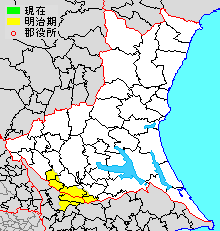
下総国相馬郡の範囲

相馬郡（そうまぐん）は、茨城県・千葉県（下総国）にあった郡。

## 郡域

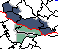
南北に分割された相馬郡の範囲（南:緑 北:藍）

明治11年（1878年）の郡区町村編制法施行当時の郡域は、現在の行政区画に当てはめると概ね以下の通りである。ただし、古代・中世の相馬郡および相馬御厨の範囲とは必ずしも一致しない。
茨城県
- 北相馬郡利根町
- 取手市（小貝川以北および高須、大留、押切、神浦を除く）
- 常総市（坂手町、菅生町、大塚戸町、内守谷町、内守谷町きぬの里）
- 龍ケ崎市（川原代町、須藤堀町以南）
- 守谷市
- つくばみらい市（小貝川以西および鬼長、川崎）

千葉県
- 柏市（以下の2地域）

1. 根戸、宿連寺、布施、布施下、弁天下、布施新町一 - 三丁目
2. 大津川以東

- 我孫子市

## 歴史
平安時代末期に相馬郡の荘園の大部分が伊勢神宮に寄進されたため相馬御厨として文献に登場する。相馬御厨の税収管理権は千葉氏にあったようであるが、これを巡って上総氏などと争っている。千葉常胤の代に千葉氏による下総国の支配権が確定した後は二男相馬師常に相馬御厨が相続され、以降師常の子孫が相馬氏を名乗った。
なお、現在福島県に存在する相馬郡は、中世下総国相馬郡より起こった千葉氏の一族相馬氏に由来するものである。相馬氏第2代の相馬義胤が軍功によって陸奥国行方郡（現在の福島県南相馬市および飯舘村）に地頭職を得、第11代の相馬重胤が行方郡に土着したとされる。
従って現在の茨城県の旧北相馬郡域、千葉県の旧東葛飾郡域と福島県の旧相馬郡域の歴史的な関係は深く、1977年（昭和52年）に千葉県流山市と相馬市が姉妹都市関係を結ぶなど、現在に至るまで交流が続いている。2011年（平成23年）3月11日に発生した東北地方太平洋沖地震（東日本大震災）においては、茨城県取手市が南相馬市との災害時協定に基づいて避難者の受け入れや支援などを行ったほか、千葉県我孫子市も相馬市に対して支援物資の提供等を行っている。

### 近代以降の沿革
所属町村の変遷は北相馬郡#郡発足まで沿革、南相馬郡#郡発足までの沿革をそれぞれ参照
- 『旧高旧領取調帳』に記載されている明治初年時点での支配は以下の通り。幕府領は関東在方掛の岩鼻陣屋が管轄。他にも寺社領が各村に散在。（1町141村）
  - 後の北相馬郡域（1町98村） - 幕府領、旗本領、田安徳川家領、下総関宿藩、下総高岡藩、上総一宮藩、常陸土浦藩、常陸牛久藩、下野烏山藩、山城淀藩
  - 後の南相馬郡域（43村） - 幕府領、旗本領、下総関宿藩、上総一宮藩、駿河田中藩
- 慶応4年
  - 7月13日（1868年8月30日） - 駿河田中藩主本多正訥が安房長尾藩に転封される。
  - 8月8日（1868年9月23日） - 旧田中藩領・幕府領などが下総知県事の管轄となる。
- 明治2年1月13日（1869年2月23日） - 下総知県事の管轄地域に葛飾県を設置。
- 明治4年
  - 7月14日（1871年8月29日） - 廃藩置県により、藩領が関宿県、高岡県、一宮県、土浦県、牛久県、烏山県、淀県の管轄となる。
  - 11月14日（1871年12月25日） - 第1次府県統合により全域が印旛県の管轄となる。
- 1873年（明治6年）6月15日 - 印旛県が木更津県に統合して千葉県が発足。
- 1875年（明治8年）5月7日 - 新治県廃止に伴う茨城県・千葉県の再編に合わせて、千葉県管下の下総国のうち利根川以北の区域が茨城県に移管。相馬郡も分割され、利根川以北の区域が茨城県の所属となる。
- 1878年（明治11年）
  - 11月2日 - 郡区町村編制法の千葉県での施行に伴い、相馬郡のうち千葉県管下の区域に南相馬郡が発足。
  - 12月2日 - 郡区町村編制法の茨城県での施行に伴い、相馬郡の区域をもって北相馬郡が発足。同日相馬郡消滅。